# Долно Котори
Долно Котори или Долни Котор (на гръцки: Υδρούσσα, Идруса, понякога Κάτω Υδρούσσα, Като Идруса, до 1927 година Κάτω Κόττορι, Като Котори) е село в Република Гърция, в дем Лерин (Флорина), област Западна Македония.

## География
Селото е разположено в Леринското поле, на 8 километра южно от демовия център Лерин, по двата бряга на Елешката река.

## История

### В Османската империя
Селото е основано от преселници от Воденско. Възникнало е на мястото на овчарски колиби. В XV век в Котори са отбелязани поименно 119 глави на домакинства. В османските данъчни регистри от средата на XV век Котори е споменато с 20 глави на семейства и двама неженени: Тошо, Храно, Михо, Степан, Калко, Коста, Димо, Стайко, Братан, Манко, Станиша, Михос, Мано, Леко, Татуш, Манол, Славей, Богдан, Йорг, Папа Тома, Койо и Тодор. Общият приход за империята от селото е 1515 акчета. В османски данъчни регистри на християнското население от вилаета Филорине от 1626 – 1627 година селото е отбелязано под името Долна Котори с 9 джизие ханета (домакинства).
В 1848 година руският славист Виктор Григорович описва в „Очерк путешествия по Европейской Турции“ Кодорево като българско село. Според „Етнография на вилаетите Адрианопол, Монастир и Салоника“, издадена в Константинопол в 1878 година и отразяваща статистиката на населението от 1873 година, Долно Котори (Dolno-kotori) е село в Леринска каза с 55 домакинства и 20 жители мюсюлмани и 152 българи. Отделно в Костурска каза е посочено и селището Колори (Kolori) със 120 домакинства и 450 жители българи. Според Стефан Веркович в 1889 година в селото има 70 български и 5 мюсюлмански домакинства.
В 1900 година според Васил Кънчов („Македония. Етнография и статистика“) в Долно Котори живеят 600 българи християни и 174 арнаути християни.
На Етнографската карта на Битолския вилает на Картографския институт в София от 1901 година Долно Котори е чисто българско село в Леринската каза на Битолския санджак със 104 къщи.
В началото на XX век по-голямата част от селото е под върховенството на Българската екзархия. В българското училище в Долно Котори в 1903 – 1904 година преподава революционерът Атанас Шишков от Пътеле. По данни на секретаря на екзархията Димитър Мишев („La Macédoine et sa Population Chrétienne“) в 1905 година в Долно Котри (Dolno Kotri) има 608 българи екзархисти, 176 българи патриаршисти и 180 албанци християни. В селото функционират българско училище за българите екзархисти и гръцко за патриаршистите и албанците християни.
В първите дни на април 1908 година властта претърсва селото, като обиските са съпроводени с изтезания и насилие. Намерени са няколко бомби, за които селяните твърдят, че са подхвърлени от мюлезимина Рушид ефенди, който правил обиските.
През септември 1910 година селото пострадва по време на обезоръжителната акция на младотурците. Властите искат предаването на 400 пушки от селото. Селянинът Танас Мицев е бит до смърт, а къщата на Мария Динева е опожарена.
При избухването на Балканската война в 1912 година 15 души от Котори (Горно и Долно) са доброволци в Македоно-одринското опълчение.

### В Гърция
През войната селото е окупирано от гръцки части и остава в Гърция след Междусъюзническата война. По време на Първата световна война и след нея, в периода 1917 – 1919 година, над 60 жители на селото включително и двама свещеници са изселени в Южна Франция поради съмнения за пробългарска дейност. Боривое Милоевич пише в 1921 година („Южна Македония“), че Долно Котори има 120 къщи славяни християни и 30 къщи арнаути християни. В 1927 година селото е прекръстено на Идруса, като понякога е наричано Като Идруса, за да се различава по-ясно от Горно Котори, прекръстено на Ано Идруса.
През февруари 1932 година началникът на полицейското управление в Долно Котори Димитриос Кабурас праща полицейски доклад в Лерин, в който посочва имената на 22 доказани „българомислещи“ в селото, като описва противодържавната им дейност и тази на семействата им, както и участието им в Илинденското въстание. Кабурас пише, че българите бойкотират службите на гръцки език, нарича кмета „фанатик българомислещ“ и отбелязва, че местните жители от любов към България наричат селото си Малка София. Според гръцки жандармерийски документи от същата 1932 година в Долно Котори живеят 170 семейства, 157 от които „българомислещи с изявено българско съзнание“ и 8 с „изявено албанско съзнание“.
След разгрома на Гърция от Нацистка Германия през април 1941 година в селото е установена българска общинска власт. В общинския съвет влизат Наум Атанасов, Траян Петков, Георги Христов, Георги Кузманов, Траян Христов, Стефан Христов, Траян Коларов, Борис Капов, Иван Филипов, Тодор Трънчев. Жителите на Долно Котори се включват активно в българската паравоенна организация „Охрана“, която води сражения с гръцките партизани в региона. След края на войната през 1945 година 60 жители на Долно Котори са съдени като членове на „Охрана“. Според статистиката от 1945 година в селото има 1026 жители, 550 от които с „негръцко национално съзнание“, 326 с гръцко и 150 с „неустановено национално съзнание“.
По време на Гражданската война в Гърция 35 семейства от Долно Котори емигрират в Югославия, а 65 – в другите социалистически страни. Намаляването на населението след войната се дължи предимно на емигриране в Австралия.
Според изследване от 1993 година селото е смесено „славофонско-арванитско“ и „македонският език“ в него е запазен на средно ниво.
Църквите в селото са „Свети Николай“, „Успение Богородично“, „Свети Димитър“ и „Света Петка“.

### Преброявания
- 1913 – 894 жители
- 1920 – 784 жители
- 1928 – 846 жители
- 1940 – 974 жители
- 1961 – 571 жители
- 1971 – 506 жители
- 1981 – 456 жители
- 1991 – 380 жители
- 2001 – 364 жители
- 2011 – 304 жители

## Личности
Родени в Долно Котори
- Александър Поповски (1932 - 2022), северномакедонски общественик
- Атанас Василев Христов (1915 – 1943), български партизанин, ятак[24]
- Богоя Петров (1864 – 1964), български революционер, участник в Илинденско-Преображенското въстание
- Вангел Филипов, свещеник, български активист в годините на Втората световна война, определен от гръцките власти в 1942 година като „български пропагандатор“ и „фанатик“[25]
- Васил Ташев, македоно-одрински опълченец, 2 рота на 11 сярска дружина[26]
- Васил Типев, македоно-одрински опълченец, 2 рота на 11 сярска дружина[27]
- Велко Наумов (Вълко), македоно-одрински опълченец, 3 рота на 5 одринска дружина[28]
- Георги Стоянов, македоно-одрински опълченец, 2 рота на 11 сярска дружина[29]
- Иван Велевски (1870 – ?), български революционер
- Иван Янков (1883 – ?), деец на ВМОРО, участник в Илинденско-Преображенското въстание в 1903 година с четата на Лазар Маджаров в Одринско[30]
- Иван Т. Маджаров, македоно-одрински опълченец, 2 рота на 11 сярска дружина, Сборна партизанска рота на МОО[31]
- Коста Атанасов (1871 – ?), македоно-одрински опълченец, роден в Горно или Долно Котори, 2 рота на 9 велешка дружина[32]
- Кръсте Филипов, пръв свещеник на първата македоно-българска църква в Австралия „Св. св. Кирил и Методий“, Мелбърн, 1950 – 1959
- Кръсто Динев, македоно-одрински опълченец, 2 рота на 11 сярска дружина, носител на орден „За храброст“ IV степен[31]
- Лазар Гошев, български революционер и емигрантски деец
- Лазе Гащовски (1913 – 1944), югославски партизанин
- Никола Богоев (1900 – 1986), български общественик, кмет на Мадара, Шуменско (1951 – 1955)
- Никола (Кольо) Димитров, български революционер
- Никола Попгеоргиев (Попов), деец на ВМОРО, войвода на чета в Леринско преди Хуриета в 1908 година[33]
- Пандо Колевски (1937 - 2011), поет и преводач от Република Македония
- Петър Богоев (1903 – 1998), български революционер-антифашист и стопански ръководител, заместник-министър на електрификацията (1947 – 1952)
- Петър Траянов, македоно-одрински опълченец, 2 рота на 11 сярска дружина, носител на орден „За храброст“ IV степен[34]
- Стефан Гошев (1859 – 1932), български просветен деец и революционер
- Стефан Николов, македоно-одрински опълченец, 2 рота на 11 сярска дружина, носител на кръст „За храброст“ IV степен[35]
- Тодор Атанасов, македоно-одрински опълченец, 1 рота на 3 солунска дружина[36]
- Христо Василев (1887 – ?), македоно-одрински опълченец, роден в Горно или Долно Котори, 3 рота на 3 солунска дружина[37]
- Христо Костадинов Пандов, български революционер от ВМОРО и македоно-одрински опълченец, 2 рота на 11 сярска дружина[38]
- Яни Костадинов, македоно-одрински опълченец, 2 рота на 10 прилепска дружина[39]

Български общински съвет в Долно Котори в 1941 година
- Наум Атанасов
- Траян Петков
- Георги Христов
- Георги Кузманов
- Траян Христов
- Стефан Христов
- Траян Коларов
- Борис Капов
- Иван Филипов
- Тодор Трънчев[20]